# Speed (Kansas)
Speed es una ciudad ubicada en el condado de Phillips en el estado estadounidense de Kansas. En el año 2010 tenía una población de 37 habitantes y una densidad poblacional de 92,5 personas por km².

## Geografía
Speed se encuentra ubicada en las coordenadas 39°40′37″N 99°25′13″O / 39.67694, -99.42028 (39.676825, -99.420214).

## Demografía
Según la Oficina del Censo en 2000 los ingresos medios por hogar en la localidad eran de $45,625 y los ingresos medios por familia eran $51,250. Los hombres tenían unos ingresos medios de $27,083 frente a los $26,250 para las mujeres. La renta per cápita para la localidad era de $15,031. Alrededor del 2.0% de la población estaban por debajo del umbral de pobreza.